# Robert Chambers
Robert Chambers, född den 10 juli 1802 i Scottish Borders, Skottland, död den 17 mars 1871 i St Andrews, Skottland, var liksom brodern William, en skotsk författare, förläggare och bokhandlare. Han är mest känd som den anonyme författaren av the Vestiges of the Natural History of Creation där arternas förändring för första gången gestaltas i en publicerad utgåva.
Bröderna öppnade först var för sig en bokhandel och förlagsaffär i Edinburgh. Robert Chambers skrev och utgav Traditions of Edinburgh (1824; ny upplaga 1868), Popular Rhymes of Scotland (1826; ny upplaga 1892), History of the Rebellions in Scotland in 1689 and 1715 (1829), Life of James I (1830), Life and Works of Robert Burns (4 band, 1851; ny upplaga 1896) med flera arbeten. 1832 förenade bröderna Chambers sina affärer.
Robert Chambers författade också, under djupaste anonymitet, Vestiges of the Natural History of Creation (1844), som väckte stort uppseende och häftigt angreps. Detta arbete är ett av de få mera framstående, som före Darwins "Origin of Species" behandlar evolutionsläran. Författarskapet tillskrevs bland annat Charles Lyell och prins Albert, och anonymiteten avslöjades först 1884 av Ireland, då han utgav 12:e upplagan.